# Stevens Thomson Mason
Pour les articles homonymes, voir Mason.
Stevens Thomson Mason (27 octobre 1811 à Leesburg (Virginie) – 4 janvier 1843 à New York), connu aussi comme The Boy Governor, fut le gouverneur du territoire du Michigan, puis plus tard gouverneur de l'État du Michigan. Il fut nommé secrétaire territorial par intérim alors qu'il n'avait que 19 ans, puis gouverneur territorial par intérim en 1834 à l'âge de 22 ans. Il fut élu, en 1835, gouverneur du Michigan en tant que membre du Parti démocrate, et conserva son mandat jusqu'en 1840. Mason est resté le plus jeune gouverneur de toute l'histoire des États-Unis.

## Biographie

### Famille et premieres années
Mason naît près de Leesburg, dans le comté de Loudoun, en Virginie, au sein d'une famille politiquement influente,.
Son arrière-grand-père, Thomson Mason (en) (1733–1785), est président de la Cour suprême de Virginie et frère cadet de George Mason (1725–1792), qui participe à la convention de Philadelphie,. Son grand-père, Stevens Thomson Mason (en) (1760–1803), est sénateur des États-Unis pour la Virginie de 1794 jusqu'à sa mort. Son oncle, Armistead Thomson Mason (en) (1787–1819), est également sénateur des États-Unis pour la Virginie,. De plus, ses oncles par alliance, Benjamin Howard (en) (1760–1814) et William T. Barry (1784–1835), siègent tous deux à la Chambre des représentants du Kentucky et sont représentants des États-Unis pour le Kentucky,. Howard est également gouverneur du territoire de Louisiane (Missouri) de 1810 à 1812, puis du territoire du Missouri de 1812 à 1813. Barry est sénateur des États-Unis du Kentucky de 1814 à 1816, avant d'avoir une longue carrière dans divers postes gouvernementaux du Kentucky, et il devient finalement Postmaster General des États-Unis de 1829 à 1835.
En 1812, son père, John Thomson Mason (en) (1787–1850), quitte le bastion familial en Virginie pour tenter de faire fortune à Lexington, dans le Kentucky. En 1817, le président James Monroe nomme le père de Mason US marshal. Bien que ses entreprises commerciales échouent complètement et que la famille se retrouve presque ruinée dans les années 1820, il est avocat et agent immobilier, et devient une figure importante de la révolution texane.

### Entrée en politique
John Mason est nommé secrétaire du territoire du Michigan et surintendant des affaires indiennes en 1830 par le président Andrew Jackson. Son fils, Stevens, est plus habile politiquement que son père et l'aide à se protéger des manigances des forces anti-Jackson. Cela attire l'attention du gouverneur territorial, Lewis Cass. En 1831, le président Jackson envoie le père de Mason en mission au Mexique et nomme Stevens pour le remplacer en tant que secrétaire, à seulement 19 ans, avant même qu'il puisse voter. À peu près au même moment, le gouverneur Cass est nommé secrétaire à la Guerre par Jackson. Étant donné que le secrétaire territorial exerce traditionnellement les fonctions de gouverneur par intérim, Stevens occupe ce rôle jusqu'à l'arrivée de George Bryan Porter (en), nommé pour remplacer Cass en août 1831. Porter étant souvent absent, Mason devient, de facto, le gouverneur par intérim, ce qui lui vaut le surnom de « Boy Governor ». Porter meurt du choléra à Détroit en 1834, et Mason redevient alors gouverneur par intérim du territoire du Michigan.
Mason joue un rôle influent dans la pétition pour l'État du Michigan. Lorsque la première pétition en 1832 n'est pas examinée par le Congrès des États-Unis, Mason commande un recensement territorial. Une fois le recensement achevé en 1834, il révèle que 85 856 personnes vivent dans la péninsule inférieure, dépassant les 60 000 requis pour l'État selon l'ordonnance du Nord-Ouest de 1787. Un conflit sur une bande de terre, le Toledo Strip, revendiquée à la fois par le Michigan et l'Ohio, conduit à la guerre de Toledo. Le président Jackson nomme Benjamin Chew Howard (en) de Baltimore et Richard Rush de Philadelphie pour arbitrer le conflit, mais Mason n'est pas satisfait de la proposition et refuse de céder. Ne souhaitant pas aliéner son soutien politique en Ohio, le président Jackson démet Mason de ses fonctions de secrétaire territorial en août 1835 et nomme John S. Horner (en) comme remplaçant.

### Premier gouverneur du Michigan

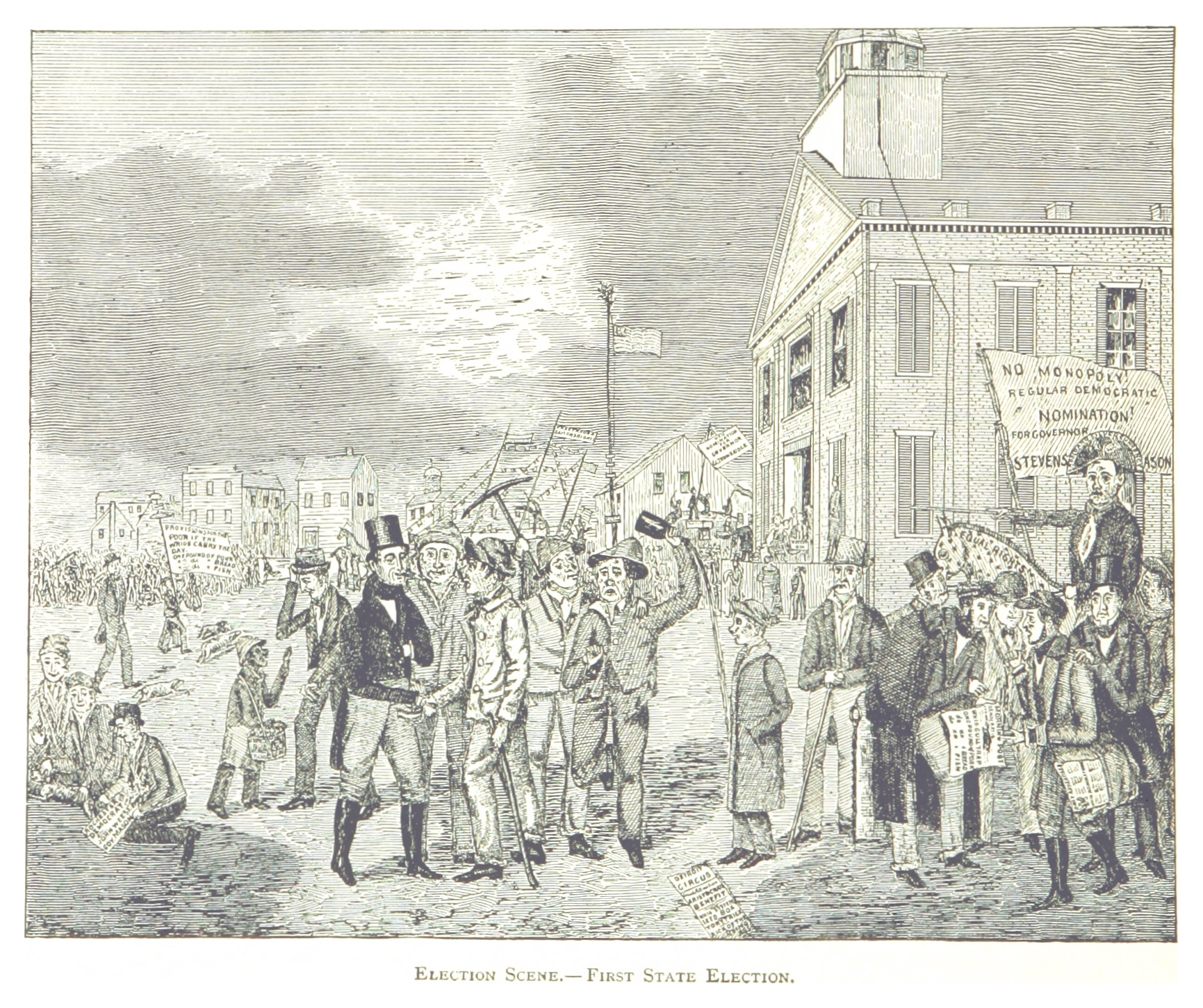
Caricature whig de 1837 accusant Mason d'acheter des votes, tout en promettant une aide modeste par les whigs aux pauvres en cas de victoire de Charles C. Trowbridge, mentionné sur une pancarte au centre de l'image.

Bien que remplacé par Horner, Mason reste populaire au Michigan. Les électeurs approuvent une constitution le 5 octobre 1835 et élisent Mason comme gouverneur. Cependant, le Congrès des États-Unis refuse de reconnaître le Michigan comme un État tant que le conflit avec l'Ohio n'est pas résolu. En 1836, confronté à des difficultés financières dues à cette situation, Mason accepte un compromis proposé par le Congrès, cédant le territoire contesté à l'Ohio en échange des deux tiers occidentaux de la péninsule supérieure, le Michigan ayant déjà la partie orientale. Une convention en septembre 1836 refuse de soutenir Mason, mais il finit par l'emporter lors d'une seconde convention en décembre 1836. Le 26 janvier 1837, le Michigan est admis dans l'Union.
En 1835, Mason initie un ambitieux programme d'améliorations des infrastructures, qui comprend le développement de trois chemins de fer et de deux canaux, dont le canal Clinton-Kalamazoo (en). Réélu en 1837, l'économie de l'État commence rapidement à souffrir des effets de la Panique bancaire de 1837. Plus tôt dans l'année, Mason avait négocié le financement de son programme par la vente d'obligations de 5 millions de dollars (l'équivalent de 140 millions de dollars en 2023). Cet arrangement échoue et, après la faillite de l'entreprise construisant le canal et de la banque garantissant les prêts, l'État se retrouve avec plus de 2 millions de dollars (l'équivalent de 56 millions de dollars en 2023) de dettes irrécouvrables. Lors de ses voyages d'affaires à New York pour financer son programme, Mason fait la connaissance de Julia Phelps, et ils se marient le 1er novembre 1838.
Début 1838, Mason dirige la milice de l'État pour contrecarrer des rebelles canadiens, une tentative d'invasion et d'annexion de certaines parties du Canada par des irréguliers. La goélette Ann est saisie par les patriotes le 8 janvier et se dirige vers Gibraltar, au Michigan. Mason, accompagné de 200 miliciens, les poursuit à bord de deux bateaux à vapeur. Une centaine de miliciens canadiens les suivent également à bord du vapeur Alliance. Mason rencontre les leaders patriotes à Gibraltar, mais la goélette Ann continue sa route vers Fort Malden (en) sur la côte canadienne. Le 9 janvier, les patriotes commencent à bombarder Fort Malden et la ville d'Amherstburg depuis l'Ann. La milice canadienne prend position dans la ville tandis que les patriotes déplacent 300 hommes sur l'île Bois Blanc, en face de la ville. La milice canadienne ouvre le feu sur la goélette lorsqu'il tente de rejoindre l'île. Les Canadiens touchent plusieurs membres de l'équipage et endommagent les voiles et le gréement. Le navire dérive jusqu'à s'échouer, lorsque la milice canadienne l'aborde sans rencontrer de résistance et capture l'équipage. Les forces patriotes restantes quittent Bois Blanc pour se réfugier du côté américain du fleuve. Plusieurs patriotes sont blessés, quelques-uns tués, et les Canadiens capturent 300 mousquets, 2 canons, 10 barils de poudre à canon et divers équipements. Les actions des « patriotes » sont considérées aux États-Unis comme une violation du Neutrality Act (en).
Plutôt que de risquer une campagne électorale houleuse et la possibilité d'une défaite embarrassante en 1839, Mason décide d'abandonner la politique pour tenter une carrière d'avocat privé. Son successeur, un ancien rival politique, William Woodbridge (en), est déterminé à faire porter la responsabilité de la situation financière du Michigan à Mason, l'accusant de corruption liée au prêt de 5 millions de dollars. Mason tente de se défendre, mais sa réputation est ruinée.

### Mort et sépulture

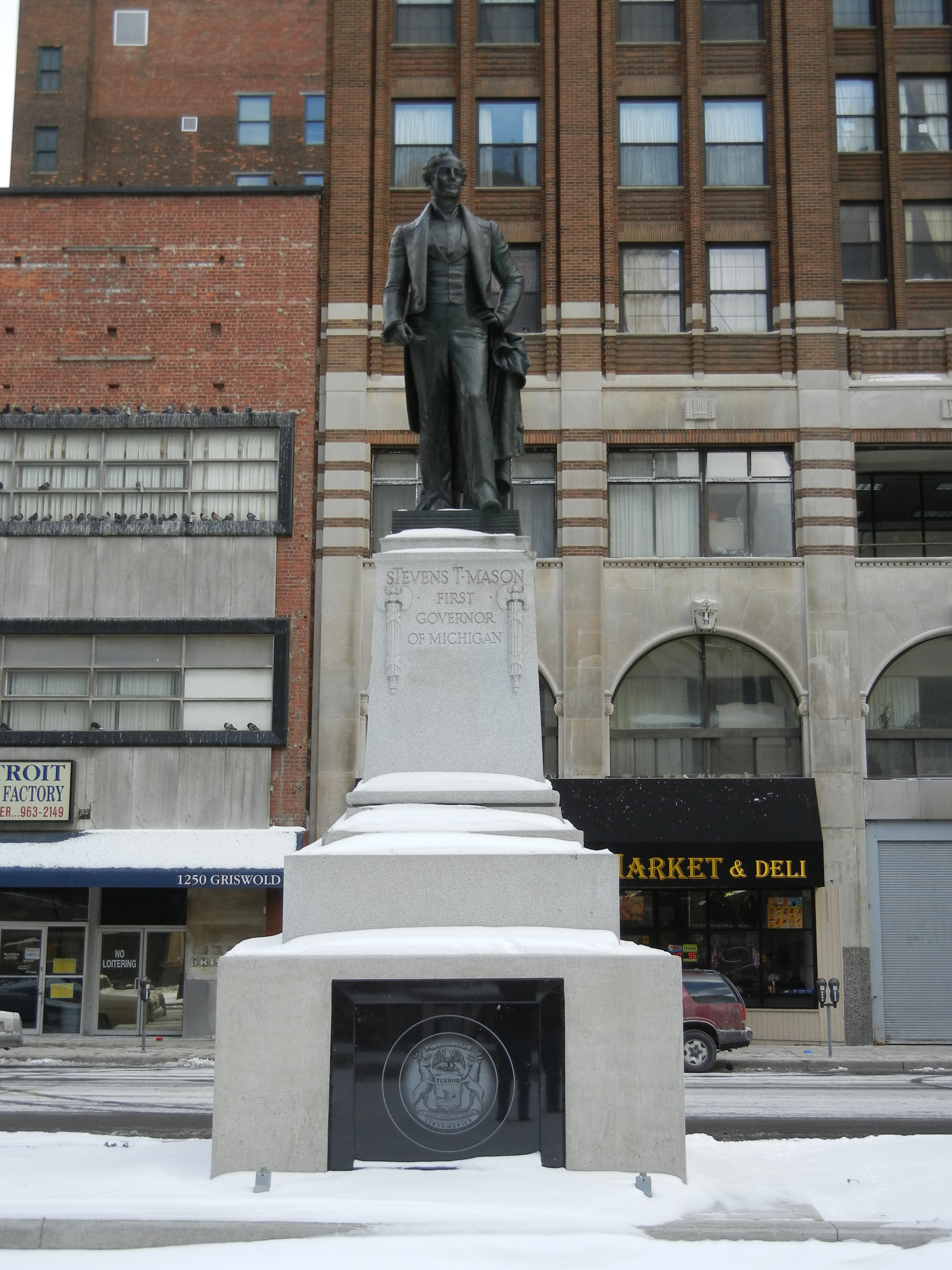
Statue de Stevens T. Mason à Détroit.

En 1841, Mason quitte le Michigan pour New York, où vit son riche beau-père, Thaddeus Phelps. Il tente d'établir un cabinet d'avocat, mais peine à se constituer une clientèle. Il contracte une pneumonie durant l'hiver 1842 et meurt à l'âge de 31 ans, dans la nuit du 4 janvier 1843, bien que sa date de décès soit parfois mentionnée comme étant le 5 janvier.
Mason est d'abord inhumé au New York Marble Cemetery (en), mais le 4 juin 1905, ses restes sont transférés de New York à Detroit, accompagnés de sa sœur Emily Mason, alors âgée de 92 ans, de sa fille Dorothy Mason Wright, de trois petits-fils et de plusieurs neveux et arrière-petits-enfants. Les services sont conduits par le révérend David M. Cooper, qui avait connu Mason en tant que gouverneur, 70 ans plus tôt. Parmi les participants notables se trouvent le gouverneur de l'époque, Fred M. Warner (en), et le maire de Detroit, George P. Codd (en). Ses restes sont enterrés à Capitol Park, site de l'ancien Capitole du Michigan. Plus tard, une statue en bronze de Mason sur un socle en granit est érigée sur sa tombe. Cette statue, réalisée par le sculpteur Albert Weinert (en), représente le jeune Mason dans une pose confiante.
Le 3 septembre 2009, les autorités annoncent que le parc sera réaménagé et que le monument sera déplacé de quelques mètres. Cependant, lors de l'excavation, aucune tombe n'est découverte. Après quatre jours de recherche, le caveau contenant les restes est localisé le 29 juin 2010, à quelques mètres au sud de son site original. On pense que la tombe a été déplacée de son emplacement de 1905 en 1955 pour faire place à un terminal de bus.
Le 27 octobre 2010, à l'occasion du 199e anniversaire de sa naissance, Mason est réinhumé pour la quatrième fois dans un nouveau caveau situé sous la statue en bronze conçue par Albert Weinert. L'arrière-arrière-arrière-neveu de Mason, qui réside à Grosse Île, dans le Michigan, assiste à la réinhumation. Le doyen de la cathédrale Saint-Paul de Détroit (en), où des services funèbres avaient été tenus pour Mason en 1843, officie lors de la cérémonie,. Avant la réinhumation, les restes de Mason sont transportés à Lansing, où ils reposent en état dans le bâtiment du Capitole. Mason est seulement le troisième gouverneur du Michigan à avoir été exposé en état dans le Capitole.